# 김영민 (경기도의원)
김영민(金營敏, 1956년 8월 5일~)은 대한민국의 행정 공무원 출신의 농업인이자 정치인이다. 1998년 6월 당시 정치에 입문하여, 민선 제2·3·4기 경기도 3선 의정부시의회의원(1998년 7월~2010년 6월)과, 민선 5·6기 경기도의회 재선 도의원(2015년 5월 13일 사퇴)을 지냈다.

## 학력
- 고려대학교 정책대학원 행정학 석사

## 경력
- 1998. 7~.2002. 6. 제3대 경기도 의정부시의회 의원
- 2002. 7.~2006. 6. 제4대 경기도 의정부시의회 의원
- 열린우리당 경기도당 위원회 부대변인
- 2006.07~2010.06 제5대 경기도 의정부시의회 의원
- 민주평화통일자문회의 보통자문위원
- 경기 의정부시의회 건축심의위원회 심의위원
- 경기 의정부시의회 노인복지기금심의위원회 심의위원
- 경기 의정부시의회 여성발전기금심의위원외 심의위원
- 경기 의정부 1004 장학회 이사장
- 경기 의정부 중,공고 총 동문회 이사장
- 대한적십자사 경기도지부 의정부 송림봉사회 감사국 국장
- 민주통합당 경기도당 위원회 정책 분과위 정책단 단장
- 새정치민주연합 경기도당 위원회 창당 발기인
- 2012. 4.~2014. 6. 제8대 경기도의회 의원
  - 2012. 7.~2014. 6. 제8대 경기도의회 후반기 여성가족평생위원회 위원
  - 2012. 7.~2014. 6. 제8대 경기도의회 후반기 도시환경위원회 위원
- 2014. 7.~2015. 5. 제9대 경기도의회 의원
  - 2014. 7.~2015. 5. 제9대 경기도의회 전반기 여성가족평생교육위원회 위원
  - 2014. 7.~2015. 5. 제9대 경기도의회 전반기 윤리특별위원회 위원

## 역대 선거 결과
|  | 53.18% |

|  | 51.21% |

|  | 19.70% |

|  | 10.17% |

|  | 50.77% |

|  | 52.82% |